# Tintane

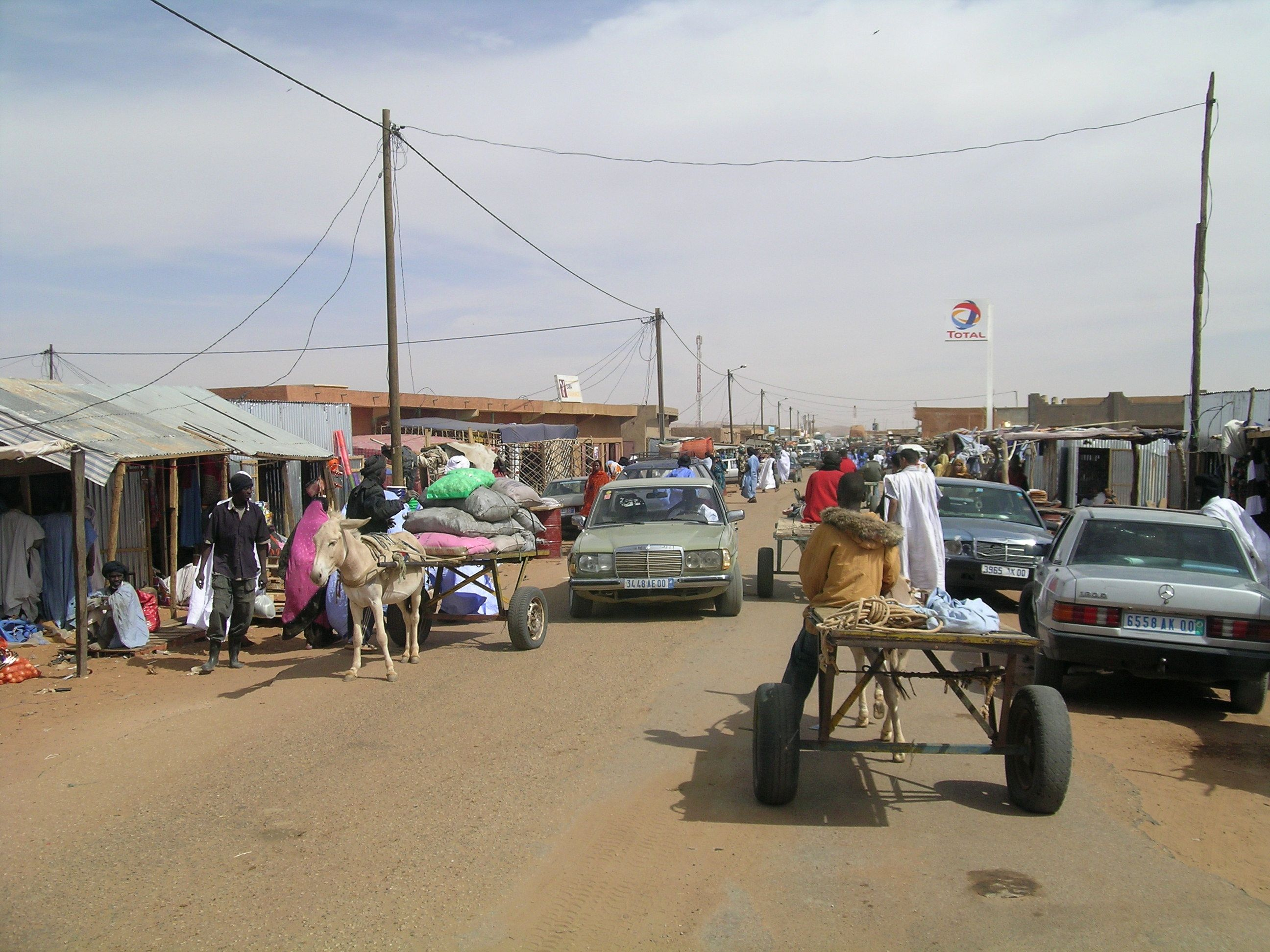
Tintane

Tintane (Arabisch: الطينطان) is een stad gelegen in het zuiden van Mauritanië. Bij de laatste volkstelling, had de stad ruim 12.000 inwoners. De stad is gelegen op een belangrijke weg tussen de hoofdstad naar het zuiden.